# Bundesheerreform 2016
Die Bundesheerreform 2016 verfolgte das Ziel das Bundesheer grundlegend neu zu strukturieren. Die Eckpunkte der Reform sind die Zahl der aktiven Soldaten zu erhöhen, die lokalen Militärkommandos zu stärken und die vier Brigaden des Bundesheeres zu spezialisieren.
Details zum Reformpaket wurden von Verteidigungsminister Hans Peter Doskozil Mitte Juni 2016 veröffentlicht, nachdem bereits im April verlautbart worden war, dass das Bundesheer eine sogenannte „Sicherheitsmilliarde plus“ (konkret zusätzliche 1,3 Milliarden Euro) bis 2020 erhalten würde.
Teile der Reform wurden mit der Bundesheerreform 2019 wieder rückgängig gemacht.

## Ziele der Reform

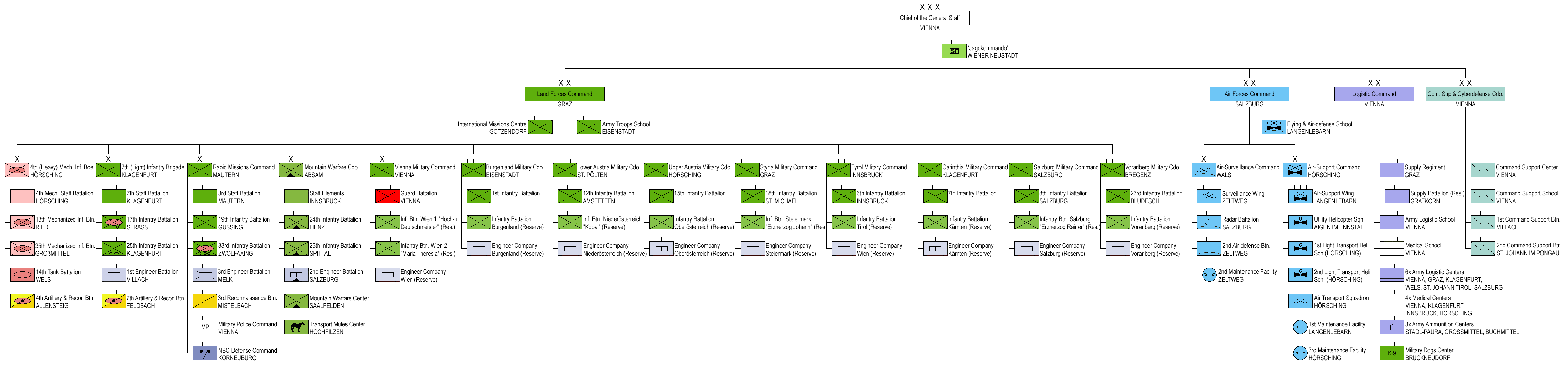
Organisation des Österreichischen Bundesheeres nach der Bundesheerreform 2016

Die Flüchtlingskrise 2015 hatte gezeigt, dass das Bundesheer mit den derzeit präsenten Kräften (KPE-Kaderpräsenzeinheiten) in der Stärke von 2200 Mann sehr schnell an seine personellen Kapazitätsgrenzen gekommen war, daher ist ein wesentlicher Baustein der Reform die Erhöhung dieser Kräfte auf eine Stärke von insgesamt 6000 Berufs- und Zeitsoldaten.
Weitere Ziele sind:
- Eine Modernisierung von Einsatzmitteln wie Fahrzeuge und Gerät, um dadurch einen Fähigkeitenzuwachs zu erreichen
- Personelle Stärkung der Einsatzkräfte und Erhöhung der Reaktionsfähigkeit
- Eine Erhöhung der Einsatzbereitschaft durch Sicherstellung des Ausbildungsbetriebes und Übungen
- Die Durchhaltefähigkeit bei Szenarien wie der Flüchtlingskrise zu erhöhen, indem mittels Personaloffensive zusätzliches Personal angeworben wird
- Sicherstellung einer zeitgemäßen militärischen Infrastruktur

## Umsetzung der Reform

### Änderungen im Ministerium und auf Kommandoebene
Im Verteidigungsministerium wurde die Anzahl der Sektionen auf vier reduziert:
- Sektion I: Recht und Personal
- Sektion II: Sport
- Sektion III: Bereitstellung
- Sektion IV: Einsatz

Die Sektionen III und IV wurden direkt dem Generalstab des Bundesheeres sowie einer neuen Generalstabsdirektion unterstellt sein.
Das bisherige Streitkräfteführungskommando sollte aufgelöst werden, stattdessen wurden gebildet:
- Kommando Landstreitkräfte in Graz
- Kommando Luftstreitkräfte in Salzburg

Dem Kommando Landstreitkräfte wurden die vier nun spezialisierten Brigaden des Bundesheeres (Reaktionskräfte), die neun zukünftig gestärkten Militärkommanden (Territorialkräfte) sowie Spezialkräfte unterstellt.

### Spezialisierung der Brigaden als Reaktionskräfte
Die Spezialisierung der Brigaden sah vor, dass jede der vier großen Verbände eine klare Ausrichtung für ein spezielles Einsatzszenario erhielt. Sie alle sind Teil der sogenannten Reaktionskräfte und sollen durch einen hohen Anteil von Kaderpräsenzeinheiten (KPE) rasch verfügbar sein:
- Die bisherige 3. Panzergrenadierbrigade wurde zum Kommando Schnelle Einsätze (KSE) umgeformt.
- Die 4. Panzergrenadierbrigade wurde die Schwere Brigade in der alle mechanisierten Kräfte zusammengefasst wurden.
- Die bisherige 6. Jägerbrigade wurde zum Kommando Gebirgskampf und spezialisierte sich für Einsätze in Mittel- und Hochgebirge.
- Die 7. Jägerbrigade wurde eine Leichte Brigade mit Luftlande-Elementen und Schwerpunkt Auslandseinsätze.

Die nachfolgende Tabelle zeigt die Überführung der Verbände der bisherigen Brigaden in die neue Bundesheerstruktur. Fünf Bataillone wanderten dabei zu den Militärkommanden ab, davon allein drei von der bisherigen 6. Jägerbrigade:
| alte Kommandoeinheit      | alte Einheit                           | neue Kommandoeinheit             | neue Einheit                           |
| ------------------------- | -------------------------------------- | -------------------------------- | -------------------------------------- |
| 3. Panzergrenadierbrigade | Panzerstabsbataillon 3                 | Kommando Schnelle Einsätze       | Stabsbataillon 3                       |
| 3. Panzergrenadierbrigade | Panzerbataillon 33                     | Kommando Schnelle Einsätze       | Jägerbataillon 33                      |
| 3. Panzergrenadierbrigade | Panzergrenadierbataillon 35            | 4. Panzergrenadierbrigade        | Panzergrenadierbataillon 35            |
| 3. Panzergrenadierbrigade | Jägerbataillon 19                      | Kommando Schnelle Einsätze       | Jägerbataillon 19                      |
| 3. Panzergrenadierbrigade | Aufklärungs- und Artilleriebataillon 3 | Kommando Schnelle Einsätze       | Aufklärungsbataillon 3                 |
| 3. Panzergrenadierbrigade | Pionierbataillon 3                     | Kommando Schnelle Einsätze       | Pionierbataillon 3                     |
| 4. Panzergrenadierbrigade | Panzerstabsbataillon 4                 | 4. Panzergrenadierbrigade        | Panzerstabsbataillon 4                 |
| 4. Panzergrenadierbrigade | Panzerbataillon 14                     | 4. Panzergrenadierbrigade        | Panzerbataillon 14                     |
| 4. Panzergrenadierbrigade | Panzergrenadierbataillon 13            | 4. Panzergrenadierbrigade        | Panzergrenadierbataillon 13            |
| 4. Panzergrenadierbrigade | Jägerbataillon 12                      | Militärkommando Niederösterreich | Jägerbataillon 12                      |
| 4. Panzergrenadierbrigade | Aufklärungs- und Artilleriebataillon 4 | 4. Panzergrenadierbrigade        | Aufklärungs- und Artilleriebataillon 4 |
| 6. Jägerbrigade           | Stabsbataillon 6                       | Militärkommando Tirol            | Jägerbataillon 6                       |
| 6. Jägerbrigade           | Jägerbataillon 23                      | Militärkommando Vorarlberg       | Jägerbataillon 23                      |
| 6. Jägerbrigade           | Jägerbataillon 24                      | Kommando Gebirgskampf            | Jägerbataillon 24                      |
| 6. Jägerbrigade           | Jägerbataillon 26                      | Militärkommando Kärnten          | Jägerbataillon 26                      |
| 6. Jägerbrigade           | Pionierbataillon 2                     | Kommando Gebirgskampf            | Pionierbataillon 2                     |
| 7. Jägerbrigade           | Stabsbataillon 7                       | 7. Jägerbrigade                  | Stabsbataillon 7                       |
| 7. Jägerbrigade           | Jägerbataillon 17                      | 7. Jägerbrigade                  | Jägerbataillon 17                      |
| 7. Jägerbrigade           | Jägerbataillon 18                      | Militärkommando Steiermark       | Jägerbataillon 18                      |
| 7. Jägerbrigade           | Jägerbataillon 25                      | 7. Jägerbrigade                  | Jägerbataillon 25                      |
| 7. Jägerbrigade           | Aufklärungs- und Artilleriebataillon 7 | 7. Jägerbrigade                  | Aufklärungs- und Artilleriebataillon 7 |
| 7. Jägerbrigade           | Pionierbataillon 1                     | 7. Jägerbrigade                  | Pionierbataillon 1                     |

#### Kommando Schnelle Einsätze (KSE)
Im Kommando Schnelle Einsätze, der ehemaligen 3. Panzergrenadierbrigade, verblieben bis auf das Panzergrenadierbataillon 35 alle Verbände der alten Brigade. Neu hinzu kamen das Kommando ABC-Abwehr und das Kommando Militärstreife & Militärpolizei.
Der Verband hatte die Aufgabe, für Einsätze im In- und Ausland sowie im urbanen Gelände entsprechende Kräfte bereitzuhalten. Schwerpunkt war dabei die Unterstützung der Abwehr terroristischer Bedrohungen und die Aufrechterhaltung der Sicherheit, wenn polizeiliche Maßnahmen nicht ausreichen.
Das Kommando Schnelle Einsätze gliederte sich wie folgt:
- Stabsbataillon 3
- Jägerbataillon 19
- Jägerbataillon 33
- Pionierbataillon 3
- Aufklärungsbataillon 3
- Kommando Militärstreife & Militärpolizei
- Kommando ABC-Abwehr

#### Kommando Gebirgskampf
Im Kommando Gebirgskampf, der ehemaligen 6. Jägerbrigade, verblieben von den alten Einheiten nur mehr das Jägerbataillon 24 und das Pionierbataillon 2. Alle anderen Verbände wanderten zu den Militärkommanden ab.
Der Verband hatte die Aufgabe, sich für Kampfaufgaben im Mittel- und Hochgebirge zu spezialisieren und sich zu einem europäischen Ausbildungszentrum für Gebirgskampf zu entwickeln.
Das Kommando Gebirgskampf gliederte sich wie folgt:
- Jägerbataillon 24
- Pionierbataillon 2

Ferner waren dem Kommando das Gebirgskampfzentrum in Saalfelden und das Tragtierzentrum in Hochfilzen unterstellt.

#### 4. Panzergrenadierbrigade
In der 4. Panzergrenadierbrigade sind alle mechanisierten Einheiten des Bundesheer konzentriert, daher wechselte das Panzergrenadierbataillon 35 der alten 3. Panzergrenadierbrigade zu diesem Verband. Diese Zusammenfassung führte dazu, dass sich die 4. Panzerbrigade zur Schweren Brigade des Bundesheeres entwickelte, die für robuste Einsätze im In- und Ausland geeignet ist.
Die 4. Panzergrenadierbrigade gliederte sich wie folgt:
- Panzerstabsbataillon 4
- Panzergrenadierbataillon 13
- Panzergrenadierbataillon 35
- Panzerbataillon 14
- Aufklärungs- und Artilleriebataillon 4

#### 7. Jägerbrigade
Die 7. Jägerbrigade verliert gegenüber der alten Gliederung das Jägerbataillon 18, das zum Militärkommando Steiermark abwandert. Der Verband hat den Charakter einer Leichten Brigade und soll das Kommando Schnelle Einsätze bei Aufträgen im In- und Ausland unterstützen. Durch das Vorhandensein des Jägerbataillons 25 sind Teile der Brigade auch luftlandefähig.
Die 7. Jägerbrigade gliederte sich wie folgt:
- Stabsbataillon 7
- Jägerbataillon 17
- Jägerbataillon 25
- Pionierbataillon 1
- Aufklärungs- und Artilleriebataillon 7

### Stärkung der Militärkommanden als Teil der Territorialkräfte
Schon bisher war jedem der neun Militärkommanden jeweils ein Jägerbataillon der Miliz zugeordnet. Eine Ausnahme stellt dabei das Militärkommando Wien dar, das zwei zugeordnete Milizbataillone besitzt. Neu ist, dass nun jedes Militärkommando zusätzlich noch ein präsentes Jägerbataillon erhält. Diese insgesamt neun präsenten Jägerbataillone und zehn Milizbataillone bilden die Territorialkräfte, die ebenfalls vom Kommando Landstreitkräfte in Graz geführt werden.
Die Aufstellung bzw. Zuordnung der neun Jägerbataillone erfolgt nach folgender Vorgangsweise:
- Die Jägerbataillone 1, 7 und 15 werden vollkommen neu aufgestellt. Es stellt dies die erste Neuaufstellung von Verbänden seit dem Jahr 1978 dar.
- Die Jägerbataillone 6 und 8 werden aus Abgaben anderer Verbände sowie durch die Umgliederung des Stabsbataillons 6 und Fliegerabwehrbataillons 3 aufgestellt.
- Die Jägerbataillone 12, 18, 23 und 26 werden aus ihren bisherigen Brigadeverbänden, die in der Zukunft die Reaktionskräfte bilden, herausgelöst und den Militärkommanden unterstellt. Wobei das Jägerbataillon 26 nach Aufstellung des Jägerbataillons 7 dem Kommando Gebirgskampf unterstellt werden soll.
- Das Militärkommando Wien behält das bereits jetzt zugeordnete Gardebataillon.

Die nachfolgende Tabelle zeigt die Zuordnung der Einheiten der Militärkommanden:
| Militärkommando                  | Präsente Jägerbataillone                                    | Milizbataillone                                                                         |
| -------------------------------- | ----------------------------------------------------------- | --------------------------------------------------------------------------------------- |
| Militärkommando Burgenland       | Jägerbataillon 1                                            | Jägerbataillon Burgenland                                                               |
| Militärkommando Kärnten          | vorerst Jägerbataillon 26 nach Aufstellung Jägerbataillon 7 | Jägerbataillon Kärnten                                                                  |
| Militärkommando Niederösterreich | Jägerbataillon 12                                           | Jägerbataillon Niederösterreich "Kopal"                                                 |
| Militärkommando Oberösterreich   | Jägerbataillon 15                                           | Jägerbataillon Oberösterreich                                                           |
| Militärkommando Salzburg         | Jägerbataillon 8                                            | Jägerbataillon Salzburg „Erzherzog Rainer“                                              |
| Militärkommando Steiermark       | Jägerbataillon 18                                           | Jägerbataillon Steiermark „Erzherzog Johann“                                            |
| Militärkommando Tirol            | Jägerbataillon 6                                            | Jägerbataillon Tirol                                                                    |
| Militärkommando Vorarlberg       | Jägerbataillon 23                                           | Jägerbataillon Vorarlberg                                                               |
| Militärkommando Wien             | Gardebataillon                                              | Jägerbataillon Wien 1 „Hoch- und Deutschmeister“ Jägerbataillon Wien 2 „Maria Theresia“ |